# Larisait
Larisait (Čukanov & al., 2004), chemický vzorec Na(H3O)(UO2)3{SeO3}2O2.4H2O, je jednoklonný minerál.

## Morfologie
Tvoří hrubě lamelární krystaly až 1 mm velké a radiální agregáty do 2 mm.

## Vlastnosti
- Fyzikální vlastnosti: Tvrdost 1, dá se řezat nožem, hustota (vypočtená) 4,5 g/cm³, štěpnost dokonalá podle {010}, lom napříč štěpnosti.
- Optické vlastnosti: Barva žlutá, průhledný nebo jen průsvitný, vryp žlutý, lesk skelný. V UV záření (250 nm) má zelenou fluorescenci.
- Chemické vlastnosti: Složení: K 0,57 %, Na 1,51 %, Ca 0,16 %, U 59,52 %, H 0,85 %, Se 12,78 %, O 24,61 %. Silně radioaktivní.

## Naleziště
- USA, Utah - Repete mine (u Blanding, San Juan Co.) v sedimentech v asociaci s křemenem, haynesitem, andersonitem, wőlsendorfitem, uranofánem, sádrovcem, kalcitem a montmorillonitem.